# Platyla jankowskiana
Platyla jankowskiana is een slakkensoort uit de familie van de Aciculidae. De wetenschappelijke naam van de soort is voor het eerst geldig gepubliceerd in 1979 door Jackiewicz.